# Ugo da Carpi

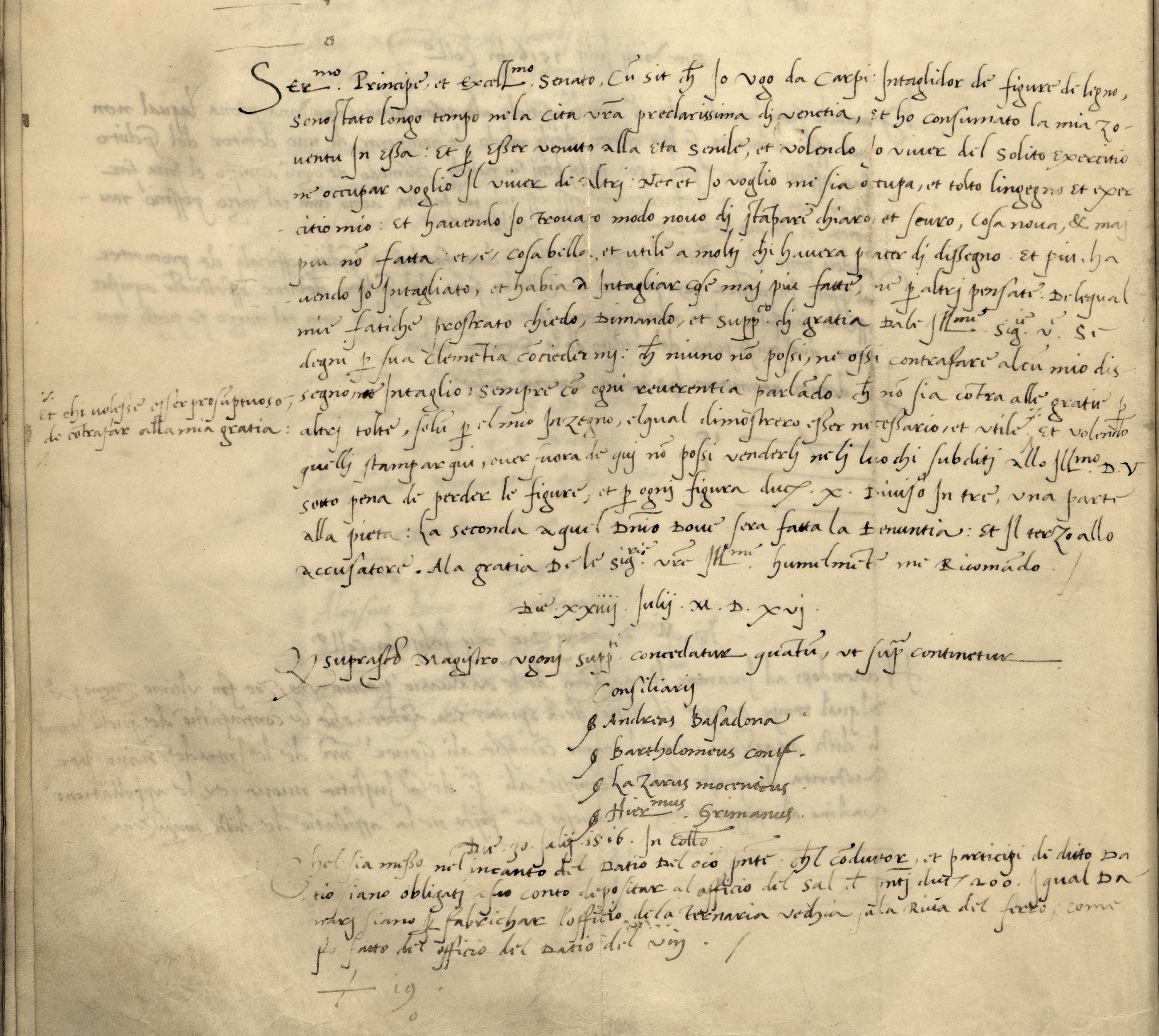
Demanda de la seva patent, 1516.

Ugo da Carpi (ca. 1486, Carpi - † 1532, Bolonya) fou un pintor i gravador italià, el primer practicant de l'art de la xilografia a colors i al clarobscur, tècnica que suposa l'ús de diverses planxes de fusta per al mateix gravat. Cada planxa produeix un to diferent del mateix color.

## Biografia
Arribà a Venècia el 1506, on entrà en relació amb els impressors i amb el cercle de Tiziano. El 1516 va rebre del Senat de Venècia la patent del seu mètode de gravat. Després d'una estada a Roma, on fou influït pel classicisme de Raffaello Sanzio, tornà a Venècia fugint del Saqueig de Roma del 1527.
La major part de les seves obres són còpies de pintures de Tiziano, Raffaello i Parmigianino, com el titulat Hèrcules expulsant l'Avarícia del Temple de les Muses. A més de la seva obra més famosa, Diògenes (ca. 1524-1529), d'altres gravats seus són Heroi i sibil·la, Descendiment de la Creu, Història de Simó el Mag, David colpejant el cap de Goliat, La matança dels innocents, Ananies condemnat a mort o Enees salvant el seu pare Anquises.

## Galeria d'obres

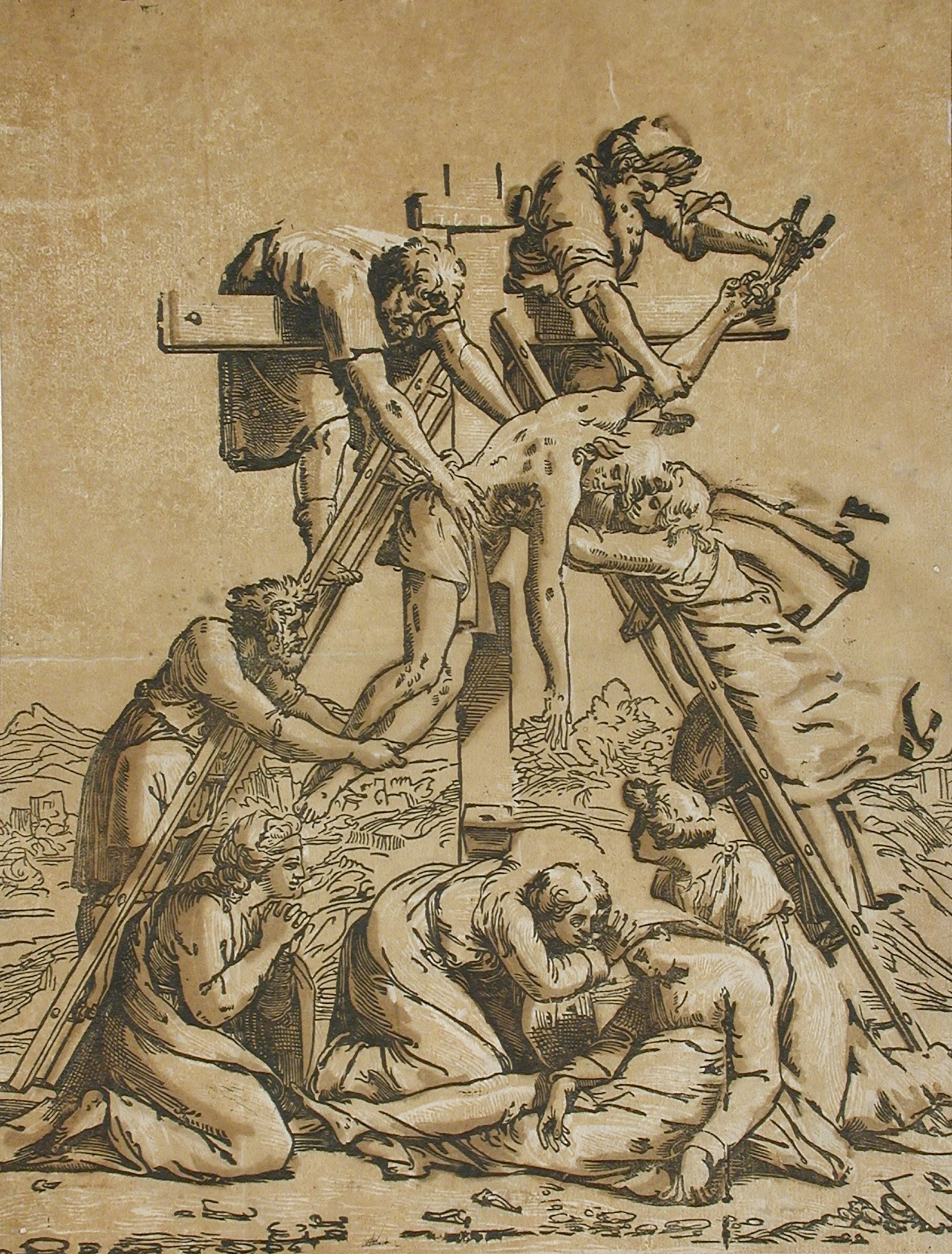
Descendiment
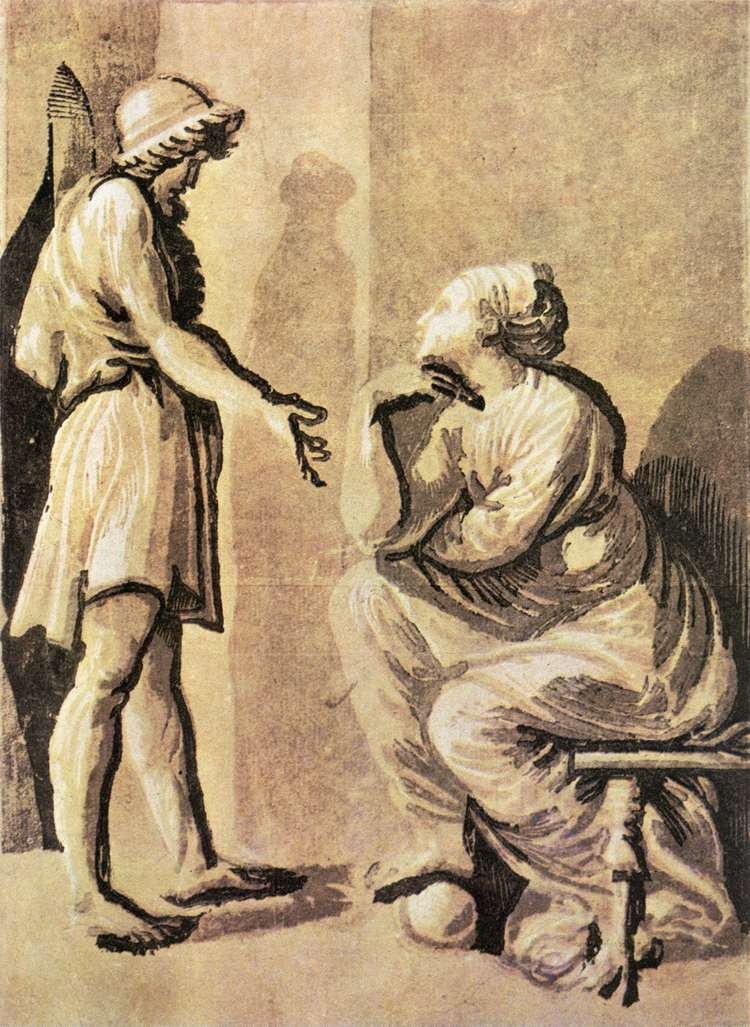
Heroi i Sibil·la